# Jukka Raitala
Jukka Raitala (Kerava, 15 settembre 1988) è un calciatore finlandese, difensore del Gnistan.

## Carriera
Il 23 dicembre 2016 viene acquistato dal Columbus Crew. Esordisce giocando da titolare la prima partita della stagione contro il Chicago Fire. Confermatosi un buon elemento, termina la stagione con 30 presenze di cui due giocate durante i playoff.
Il 12 dicembre 2017, in occasione dell'Expansion Draft, viene scelto dal Los Angeles FC, per poi essere ceduto insieme a Raheem Edwards, al Montréal Impact in cambio di Laurent Ciman. Anche con i canadesi dimostra una buona qualità difensiva venendo spesso impiegato come terzino sinistro; il 12 agosto 2018 realizza la prima marcatura con gli Impact, segnando la rete del pareggio finale contro il Real Salt Lake. Nella stagione successiva viene confermato titolare giocando 26 partite in MLS e cinque nel Canadian Championship, trofeo poi conquistato dalla compagine nerazzurra.
Il 22 febbraio 2020, l’allenatore degli Impact Thierry Henry annuncia che Raitala è il nuovo capitano della squadra, il terzo, dopo Arnaud e Bernier, da quando i canadesi giocano in MLS.
Il 28 gennaio 2021 firma per il Minnesota Utd.

### Nazionale

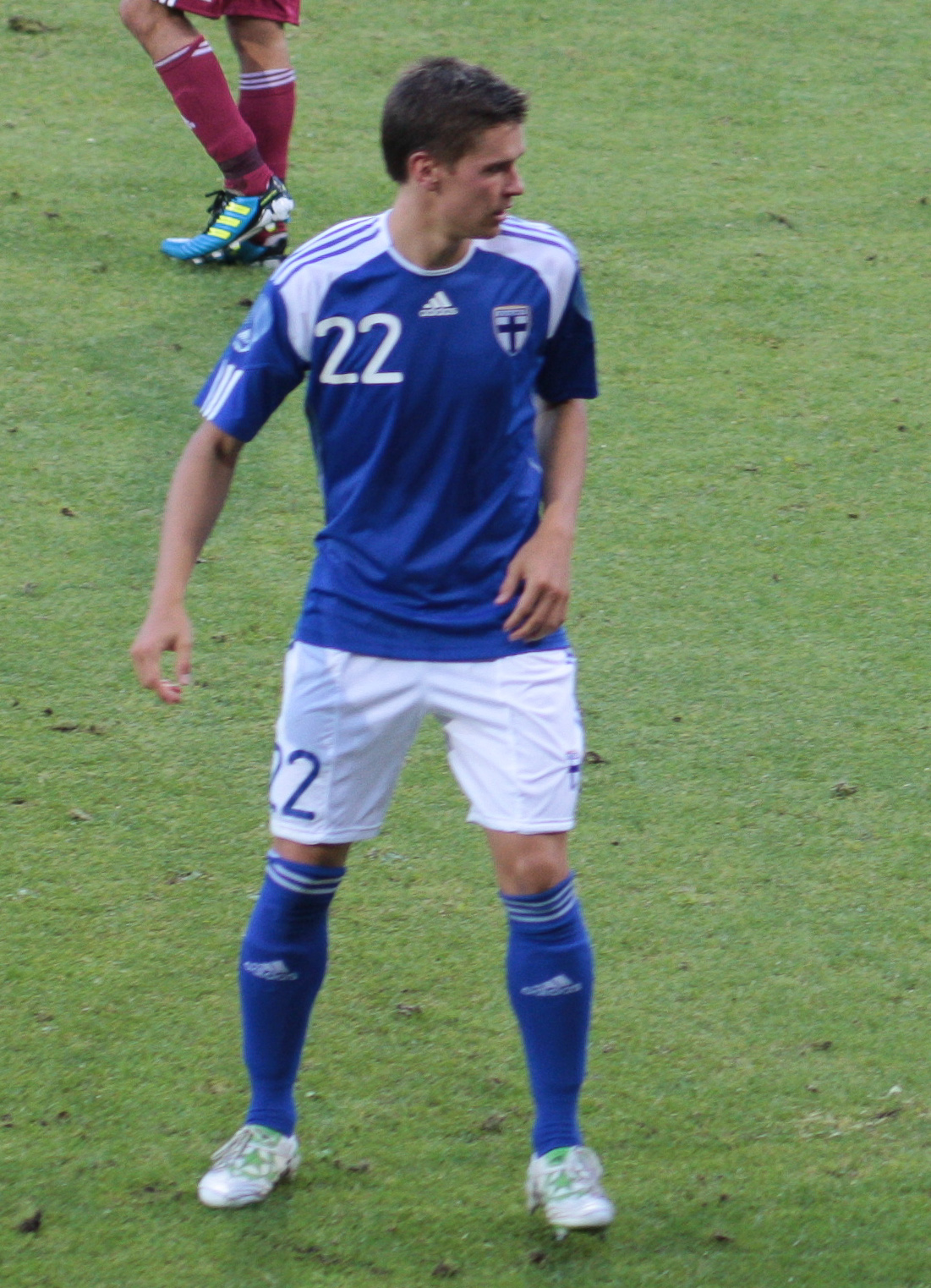
Raitala con la maglia della nazionale

Il 4 febbraio 2009 esordisce in nazionale maggiore durante l'amichevole giocata a Tokyo contro il Giappone.

## Statistiche

### Presenze e reti nei club
Statistiche aggiornate al 9 novembre 2023.
| Stagione               | Squadra                | Campionato             | Campionato | Campionato | Coppe nazionali | Coppe nazionali | Coppe nazionali | Coppe continentali | Coppe continentali | Coppe continentali | Altre coppe | Altre coppe | Altre coppe | Totale | Totale |
| Stagione               | Squadra                | Comp                   | Pres       | Reti       | Comp            | Pres            | Reti            | Comp               | Pres               | Reti               | Comp        | Pres        | Reti        | Pres   | Reti   |
| ---------------------- | ---------------------- | ---------------------- | ---------- | ---------- | --------------- | --------------- | --------------- | ------------------ | ------------------ | ------------------ | ----------- | ----------- | ----------- | ------ | ------ |
| 2007                   | HJK                    | VL                     | 23         | 0          | CF              | -               | -               | CU                 | 4                  | 0                  |             | -           | -           | 27     | 0      |
| 2008                   | HJK                    | VL                     | 23         | 0          | CF              | 2               | 0               |                    | -                  | -                  |             | -           | -           | 25     | 0      |
| 2009                   | HJK                    | VL                     | 20         | 0          | CF              | -               | -               | UEL                | 2                  | 0                  |             | -           | -           | 22     | 0      |
| 2009-2010              | Hoffenheim             | BL                     | 2          | 0          | CG              | -               | -               | -                  | -                  | -                  | -           | -           | -           | 2      | 0      |
| ago. 2010              | Hoffenheim             | BL                     | 0          | 0          | CG              | -               | -               | -                  | -                  | -                  | -           | -           | -           | 0      | 0      |
| 2010-2011              | Paderborn              | 2L                     | 29         | 0          | CG              | -               | -               | -                  | -                  | -                  | -           | -           | -           | 29     | 0      |
| 2011-2012              | Osasuna                | PD                     | 17         | 0          | CR              | 3               | 0               |                    | -                  | -                  |             | -           | -           | 20     | 0      |
| 2012-2013              | Heerenveen             | ED                     | 18         | 0          | CO              | 2               | 0               | UEL                | 3                  | 0                  |             | -           | -           | 23     | 0      |
| 2013-2014              | Heerenveen             | ED                     | 2          | 0          | CO              | -               | -               |                    | -                  | -                  |             | -           | -           | 2      | 0      |
| 2014-2015              | Heerenveen             | ED                     | 6          | 1          | CO              | 1               | 0               |                    | -                  | -                  |             | -           | -           | 7      | 1      |
| Totale Heerenveen      | Totale Heerenveen      | Totale Heerenveen      | 26         | 1          |                 | 3               | 0               |                    | 3                  | 0                  |             | -           | -           | 32     | 1      |
| 2014-2015              | Vestsjælland           | SL                     | 15         | 0          | LS              | 4               | 0               |                    | -                  | -                  |             | -           | -           | 19     | 0      |
| 2015-2016              | Aalborg                | SL                     | 5          | 0          | LS              | 1               | 0               |                    | -                  | -                  |             | -           | -           | 6      | 0      |
| 2016                   | Sogndal                | ES                     | 28         | 1          |                 | -               | -               |                    | -                  | -                  |             | -           | -           | 28     | 1      |
| 2017                   | Columbus Crew          | MLS                    | 30         | 0          | USOC            | -               | -               |                    | -                  | -                  |             | -           | -           | 30     | 0      |
| 2018                   | Montréal Impact        | MLS                    | 28         | 1          | CC              | 2               | 0               |                    | -                  | -                  |             | -           | -           | 30     | 1      |
| 2019                   | Montréal Impact        | MLS                    | 26         | 0          | CC              | 5               | 0               |                    | -                  | -                  |             | -           | -           | 31     | 0      |
| 2020                   | Montréal Impact        | MLS                    | 13         | 0          | CC              | -               | -               | CCL                | 2                  | 0                  |             | -           | -           | 15     | 0      |
| Totale Montreal Impact | Totale Montreal Impact | Totale Montreal Impact | 67         | 1          |                 | 7               | 0               |                    | 2                  | 0                  |             | -           | -           | 76     | 1      |
| 2021                   | Minnesota Utd          | MLS                    | 9          | 0          | -               | -               | -               | -                  | -                  | -                  | -           | -           | -           | 9      | 0      |
| 2022                   | HJK                    | VL                     | 23         | 0          | CF              | 1               | 0               | UCL                | 4+8                | 0                  |             | -           | -           | 36     | 0      |
| 2023                   | HJK                    | VL                     | 20         | 0          | CF+Lc           | 0+5             | 0               | UEL+UECL           | 2+3                | 0                  |             | -           | -           | 30     | 0      |
| Totale HJK Helsinki    | Totale HJK Helsinki    | Totale HJK Helsinki    | 109        | 0          |                 | 8               | 0               |                    | 23                 | 0                  |             | -           | -           | 140    | 0      |
| 2024                   | Gnistan                | VL                     | 26         | 0          | CF              | 2               | 0               |                    | -                  | -                  |             | -           | -           | 28     | 0      |
| Totale carriera        | Totale carriera        | Totale carriera        | 405        | 4          |                 | 33              | 0               |                    | 28                 | 0                  |             | -           | -           | 466    | 4      |

### Cronologia presenze e reti in nazionale
| Cronologia completa delle presenze e delle reti in nazionale ― Finlandia | Cronologia completa delle presenze e delle reti in nazionale ― Finlandia | Cronologia completa delle presenze e delle reti in nazionale ― Finlandia | Cronologia completa delle presenze e delle reti in nazionale ― Finlandia | Cronologia completa delle presenze e delle reti in nazionale ― Finlandia | Cronologia completa delle presenze e delle reti in nazionale ― Finlandia | Cronologia completa delle presenze e delle reti in nazionale ― Finlandia | Cronologia completa delle presenze e delle reti in nazionale ― Finlandia |
| Data                                                                     | Città                                                                    | In casa                                                                  | Risultato                                                                | Ospiti                                                                   | Competizione                                                             | Reti                                                                     | Note                                                                     |
| ------------------------------------------------------------------------ | ------------------------------------------------------------------------ | ------------------------------------------------------------------------ | ------------------------------------------------------------------------ | ------------------------------------------------------------------------ | ------------------------------------------------------------------------ | ------------------------------------------------------------------------ | ------------------------------------------------------------------------ |
| 4-2-2009                                                                 | Tokyo                                                                    | Giappone                                                                 | 5 – 1                                                                    | Finlandia                                                                | Amichevole                                                               | -                                                                        | 54’                                                                      |
| 3-3-2010                                                                 | Ta' Qali                                                                 | Malta                                                                    | 1 – 2                                                                    | Finlandia                                                                | Amichevole                                                               | -                                                                        |                                                                          |
| 9-2-2011                                                                 | Gand                                                                     | Belgio                                                                   | 1 – 1                                                                    | Finlandia                                                                | Amichevole                                                               | -                                                                        |                                                                          |
| 29-3-2011                                                                | Aveiro                                                                   | Portogallo                                                               | 2 – 0                                                                    | Finlandia                                                                | Amichevole                                                               | -                                                                        |                                                                          |
| 3-6-2011                                                                 | Serravalle                                                               | San Marino                                                               | 0 – 1                                                                    | Finlandia                                                                | Qual. Euro 2012                                                          | -                                                                        |                                                                          |
| 10-8-2011                                                                | Riga                                                                     | Lettonia                                                                 | 0 – 2                                                                    | Finlandia                                                                | Amichevole                                                               | -                                                                        |                                                                          |
| 2-9-2011                                                                 | Helsinki                                                                 | Finlandia                                                                | 4 – 1                                                                    | Moldavia                                                                 | Qual. Euro 2012                                                          | -                                                                        |                                                                          |
| 6-9-2011                                                                 | Helsinki                                                                 | Finlandia                                                                | 0 – 2                                                                    | Paesi Bassi                                                              | Qual. Euro 2012                                                          | -                                                                        | 78’                                                                      |
| 7-10-2011                                                                | Helsinki                                                                 | Finlandia                                                                | 1 – 2                                                                    | Svezia                                                                   | Qual. Euro 2012                                                          | -                                                                        |                                                                          |
| 11-10-2011                                                               | Budapest                                                                 | Ungheria                                                                 | 0 – 0                                                                    | Finlandia                                                                | Qual. Euro 2012                                                          | -                                                                        |                                                                          |
| 29-2-2012                                                                | Klagenfurt                                                               | Australia                                                                | 3 – 1                                                                    | Finlandia                                                                | Amichevole                                                               | -                                                                        | 45’                                                                      |
| 26-5-2012                                                                | Salisburgo                                                               | Finlandia                                                                | 3 – 2                                                                    | Turchia                                                                  | Amichevole                                                               | -                                                                        |                                                                          |
| 1-6-2012                                                                 | Tamme                                                                    | Estonia                                                                  | 1 – 2                                                                    | Finlandia                                                                | Amichevole                                                               | -                                                                        |                                                                          |
| 3-6-2012                                                                 | Voru                                                                     | Lettonia                                                                 | 1 – 1                                                                    | Finlandia                                                                | Amichevole                                                               | -                                                                        | 57’                                                                      |
| 11-9-2012                                                                | Teplice                                                                  | Rep. Ceca                                                                | 0 – 1                                                                    | Finlandia                                                                | Amichevole                                                               | -                                                                        |                                                                          |
| 12-10-2012                                                               | Helsinki                                                                 | Finlandia                                                                | 1 – 1                                                                    | Georgia                                                                  | Qual. Mondiali 2014                                                      | -                                                                        |                                                                          |
| 6-2-2013                                                                 | Netanya                                                                  | Israele                                                                  | 2 – 1                                                                    | Finlandia                                                                | Amichevole                                                               | -                                                                        |                                                                          |
| 22-3-2013                                                                | Gijón                                                                    | Spagna                                                                   | 1 – 1                                                                    | Finlandia                                                                | Qual. Mondiali 2014                                                      | -                                                                        |                                                                          |
| 26-3-2013                                                                | Lussemburgo                                                              | Lussemburgo                                                              | 0 – 3                                                                    | Finlandia                                                                | Amichevole                                                               | -                                                                        |                                                                          |
| 7-6-2013                                                                 | Helsinki                                                                 | Finlandia                                                                | 1 – 0                                                                    | Bielorussia                                                              | Qual. Mondiali 2014                                                      | -                                                                        |                                                                          |
| 11-6-2013                                                                | Homel'                                                                   | Bielorussia                                                              | 1 – 1                                                                    | Finlandia                                                                | Qual. Mondiali 2014                                                      | -                                                                        |                                                                          |
| 16-11-2013                                                               | Cardiff                                                                  | Galles                                                                   | 1 – 1                                                                    | Finlandia                                                                | Amichevole                                                               | -                                                                        | 70’                                                                      |
| 21-5-2014                                                                | Helsinki                                                                 | Finlandia                                                                | 2 – 2                                                                    | Rep. Ceca                                                                | Amichevole                                                               | -                                                                        |                                                                          |
| 29-5-2014                                                                | Ventspils                                                                | Lituania                                                                 | 1 – 0                                                                    | Finlandia                                                                | Amichevole                                                               | -                                                                        |                                                                          |
| 9-6-2015                                                                 | Turku                                                                    | Estonia                                                                  | 2 – 0                                                                    | Finlandia                                                                | Amichevole                                                               | -                                                                        |                                                                          |
| 13-6-2015                                                                | Helsinki                                                                 | Finlandia                                                                | 0 – 1                                                                    | Ungheria                                                                 | Qual. Euro 2016                                                          | -                                                                        |                                                                          |
| 10-1-2016                                                                | Abu Dhabi                                                                | Finlandia                                                                | 0 – 3                                                                    | Svezia                                                                   | Amichevole                                                               | -                                                                        |                                                                          |
| 13-1-2016                                                                | Abu Dhabi                                                                | Finlandia                                                                | 0 – 1                                                                    | Islanda                                                                  | Amichevole                                                               | -                                                                        | 46’                                                                      |
| 29-3-2016                                                                | Oslo                                                                     | Norvegia                                                                 | 2 – 0                                                                    | Finlandia                                                                | Amichevole                                                               | -                                                                        | 38’                                                                      |
| 1-6-2016                                                                 | Bruxelles                                                                | Belgio                                                                   | 1 – 1                                                                    | Finlandia                                                                | Amichevole                                                               | -                                                                        |                                                                          |
| 6-6-2016                                                                 | Verona                                                                   | Italia                                                                   | 2 – 0                                                                    | Finlandia                                                                | Amichevole                                                               | -                                                                        | 73’                                                                      |
| 31-8-2016                                                                | Dortmund                                                                 | Germania                                                                 | 2 – 0                                                                    | Finlandia                                                                | Amichevole                                                               | -                                                                        |                                                                          |
| 5-9-2016                                                                 | Turku                                                                    | Finlandia                                                                | 1 – 1                                                                    | Kosovo                                                                   | Qual. Mondiali 2018                                                      | -                                                                        |                                                                          |
| 6-10-2016                                                                | Reykjavík                                                                | Islanda                                                                  | 3 – 2                                                                    | Finlandia                                                                | Qual. Mondiali 2018                                                      | -                                                                        | 85’                                                                      |
| 9-10-2016                                                                | Tampere                                                                  | Finlandia                                                                | 0 – 1                                                                    | Croazia                                                                  | Qual. Mondiali 2018                                                      | -                                                                        |                                                                          |
| 12-11-2016                                                               | Odessa                                                                   | Ucraina                                                                  | 1 – 0                                                                    | Finlandia                                                                | Qual. Mondiali 2018                                                      | -                                                                        |                                                                          |
| 28-3-2017                                                                | Innsbruck                                                                | Austria                                                                  | 1 – 1                                                                    | Finlandia                                                                | Amichevole                                                               | -                                                                        |                                                                          |
| 7-6-2017                                                                 | Turku                                                                    | Finlandia                                                                | 1 – 1                                                                    | Liechtenstein                                                            | Amichevole                                                               | -                                                                        |                                                                          |
| 11-6-2017                                                                | Odessa                                                                   | Ucraina                                                                  | 2 – 1                                                                    | Finlandia                                                                | Qual. Mondiali 2018                                                      | -                                                                        |                                                                          |
| 9-6-2018                                                                 | Turku                                                                    | Finlandia                                                                | 2 – 0                                                                    | Bielorussia                                                              | Amichevole                                                               | -                                                                        | 64’                                                                      |
| 8-9-2018                                                                 | Turku                                                                    | Finlandia                                                                | 1 – 0                                                                    | Ungheria                                                                 | UEFA Nations League 2018-2019 - 1º turno                                 | -                                                                        |                                                                          |
| 11-9-2018                                                                | Turku                                                                    | Finlandia                                                                | 1 – 0                                                                    | Estonia                                                                  | UEFA Nations League 2018-2019 - 1º turno                                 | -                                                                        |                                                                          |
| 12-10-2018                                                               | Tallinn                                                                  | Estonia                                                                  | 0 – 1                                                                    | Finlandia                                                                | UEFA Nations League 2018-2019 - 1º turno                                 | -                                                                        |                                                                          |
| 15-10-2018                                                               | Helsinki                                                                 | Finlandia                                                                | 2 – 0                                                                    | Grecia                                                                   | UEFA Nations League 2018-2019 - 1º turno                                 | -                                                                        |                                                                          |
| 8-6-2019                                                                 | Tammerfors                                                               | Finlandia                                                                | 2 – 0                                                                    | Bosnia ed Erzegovina                                                     | Qual. Euro 2020                                                          | -                                                                        | 52’                                                                      |
| 11-6-2019                                                                | Vaduz                                                                    | Liechtenstein                                                            | 0 – 2                                                                    | Finlandia                                                                | Qual. Euro 2020                                                          | -                                                                        | 86’                                                                      |
| 5-9-2019                                                                 | Turku                                                                    | Finlandia                                                                | 1 – 0                                                                    | Grecia                                                                   | Qual. Euro 2020                                                          | -                                                                        |                                                                          |
| 12-10-2019                                                               | Zenica                                                                   | Bosnia ed Erzegovina                                                     | 4 – 1                                                                    | Finlandia                                                                | Qual. Euro 2020                                                          | -                                                                        | 53’                                                                      |
| 15-10-2019                                                               | Turku                                                                    | Finlandia                                                                | 3 – 0                                                                    | Armenia                                                                  | Qual. Euro 2020                                                          | -                                                                        |                                                                          |
| 15-11-2019                                                               | Helsinki                                                                 | Finlandia                                                                | 3 – 0                                                                    | Liechtenstein                                                            | Qual. Euro 2020                                                          | -                                                                        |                                                                          |
| 18-11-2019                                                               | Atene                                                                    | Grecia                                                                   | 2 – 1                                                                    | Finlandia                                                                | Qual. Euro 2020                                                          | -                                                                        |                                                                          |
| 11-10-2020                                                               | Helsinki                                                                 | Finlandia                                                                | 2 – 0                                                                    | Bulgaria                                                                 | UEFA Nations League 2020-2021 - 1º turno                                 | -                                                                        |                                                                          |
| 14-10-2020                                                               | Helsinki                                                                 | Finlandia                                                                | 1 – 0                                                                    | Irlanda                                                                  | UEFA Nations League 2020-2021 - 1º turno                                 | -                                                                        | 86’                                                                      |
| 24-3-2021                                                                | Helsinki                                                                 | Finlandia                                                                | 2 – 2                                                                    | Bosnia ed Erzegovina                                                     | Qual. Mondiali 2022                                                      | -                                                                        |                                                                          |
| 28-3-2021                                                                | Kiev                                                                     | Ucraina                                                                  | 1 – 1                                                                    | Finlandia                                                                | Qual. Mondiali 2022                                                      | -                                                                        | 76’                                                                      |
| 4-6-2021                                                                 | Helsinki                                                                 | Finlandia                                                                | 0 – 1                                                                    | Estonia                                                                  | Amichevole                                                               | -                                                                        |                                                                          |
| 12-6-2021                                                                | Copenaghen                                                               | Danimarca                                                                | 0 – 1                                                                    | Finlandia                                                                | Euro 2020 - 1º turno                                                     | -                                                                        | 90’                                                                      |
| 16-6-2021                                                                | San Pietroburgo                                                          | Finlandia                                                                | 0 – 1                                                                    | Russia                                                                   | Euro 2020 - 1º turno                                                     | -                                                                        | 75’                                                                      |
| 21-6-2021                                                                | San Pietroburgo                                                          | Finlandia                                                                | 0 – 2                                                                    | Belgio                                                                   | Euro 2020 - 1º turno                                                     | -                                                                        |                                                                          |
| 1-9-2021                                                                 | Helsinki                                                                 | Finlandia                                                                | 0 – 0                                                                    | Galles                                                                   | Amichevole                                                               | -                                                                        | 73’                                                                      |
| 7-9-2021                                                                 | Décines-Charpieu                                                         | Francia                                                                  | 2 – 0                                                                    | Finlandia                                                                | Qual. Mondiali 2022                                                      | -                                                                        | 81’                                                                      |
| 9-10-2021                                                                | Helsinki                                                                 | Finlandia                                                                | 1 – 2                                                                    | Ucraina                                                                  | Qual. Mondiali 2022                                                      | -                                                                        | 78’                                                                      |
| 12-10-2021                                                               | Astana                                                                   | Kazakistan                                                               | 0 – 2                                                                    | Finlandia                                                                | Qual. Mondiali 2022                                                      | -                                                                        | 78’                                                                      |
| 13-11-2021                                                               | Zenica                                                                   | Bosnia ed Erzegovina                                                     | 1 – 3                                                                    | Finlandia                                                                | Qual. Mondiali 2022                                                      | -                                                                        | 37’                                                                      |
| Totale                                                                   |                                                                          | Presenze                                                                 | 64                                                                       |                                                                          | Reti                                                                     | 0                                                                        |                                                                          |

## Palmarès

### Club

#### Competizioni nazionali
- Coppa di Finlandia: 1

HJK: 2008
- Canadian Championship: 1

Montreal Impact: 2019
- Campionato finlandese: 2

HJK: 2022, 2023
- Liigacup: 1

HJK: 2023